# 세계요들연맹

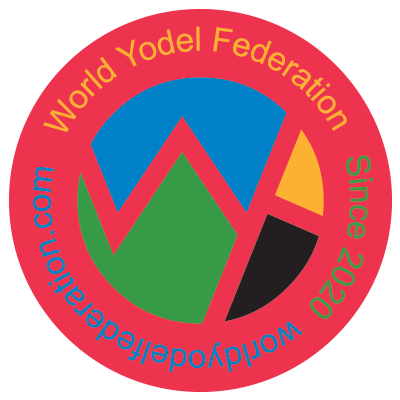
World Yodel Federation Logo

세계요들연맹(World Yodel Federation)은 2020년 한국에서 국제 요들 페스티벌 개최를 기념해 한국의 요들러 박민성에 의해 제안된 국제 요들 조직체로, 전세계 요들 단체 및 개인이 가입하는 단체이다.
2020 한국 국제 요들 페스티벌은 코로나19 범유행으로 인해 2020년 하계 올림픽과 마찬가지로 개최가 연기되었으나, 세계요들연맹은 언택트 시대라는 상황속에서 온라인으로 활동을 시작한  최초의 국제 요들 조직이다.